# Pozsony–Zsolna-vasútvonal
A Pozsony–Zsolna-vasútvonal egy vasútvonal Szlovákiában, amely Puhón keresztül köti össze Pozsonyt Zsolnával. A vasútvonal jelölése 120-as fővonal, teljes hosszában kétvágányú és villamosított. A vasútvonal az V. páneurópai közlekedési folyosó része.

## Története
A vasútvonal története 1840. szeptember 27-én kezdődött, amikor a Pozsony-Nagyszombati Első Magyar Vasúttársaság átadta a Pozsony–Szentgyörgy közötti 14 kilométer hosszú lóvasutat. Ez volt a történeti Magyarország első vasútvonala. Ezt követően 1846. június 1-ére elkészült a Nagyszombatig tartó szakasz, de az építés folytatódott, és még ez év december 11-ére a Nagyszombat–Szered vasútvonalat is átadták. Ezzel a vasútvonal hossza 64 kilométerre nőtt. Az 1856-os évben történtek az első erőfeszítések a vasútvonal meghosszabbítására Vágbesztercéig.
A vasútvonalat 1872-ben bezárták, és gőzvontatásúra építették át. A Pozsony–Nagyszombat szakaszon 1873. május 1-én indult el a gőzvasúti forgalom. A vonal 1876. június 2-án ért el Vágújhelyig, majd 1878. május 1-én befejeződött a Trencsénig tartó szakasz építése is. A vasútvonal építése részben véget ért 1883. november 1-én, amikor megkezdte működését az Új-Zsolna vasútállomás – a jelenlegi rendező pályaudvar. A főpályaudvar, ahol a Kassa–Oderbergi Vasút megállt, csak később kapcsolódott hozzá. A Alsóricsó–Zsolna és Zsolna–Új-Zsolna vasúti szakasz átadására 1911-1912 között került sor.

## Vasútvonal
A vasútvonal érdekessége a kettős vontatás:
- A Pozsony-Puhó (bezárva) szakasz, és a köztes állomások ellátási rendszere ~ 25 kV, 50 Hz - AC (váltakozó áram).
- A Puhó (kizárva)-Zsolna szakasz ellátási rendszere 3 kV - DC (egyenáram).

A villamosenergia-rendszerek sokáig az alsókocskóci vasútállomáson kapcsolódtak, Puhótól 2,1 km-re délre. Ez az állapot azonban a pálya rekonstrukciójával megváltozott. 2015. augusztus 1-jén Puhó állomást is bekapcsolták a váltakozó áramú hálózatba, így az energia-rendszerek két helyen kapcsolódnak: Horní Lideč irányába a nyugati, Zsolna irányába az északi állomáson. Ilyen módon az egyáramrendszerű mozdonyok Pozsonyból már Puhóig közlekedhetnek. Ugyanakkor ez bonyolítja a cseh és szlovák tehervonatok áthaladását, illetve a vonatok üzemeltetését a (Prága)–Horní Lideč–Puhó–Zsolna viszonylaton.
A ŽSR tervei szerint Zsolna vasútállomás 2022-ben lesz bekapcsolva a nagyfeszültségű hálózatba. A rekonstrukció befejezése után a Pozsony–Zsolna–Kassa viszonylat minden szakasza 25 kV-os váltakozó árammal villamosított lesz.

## Galéria

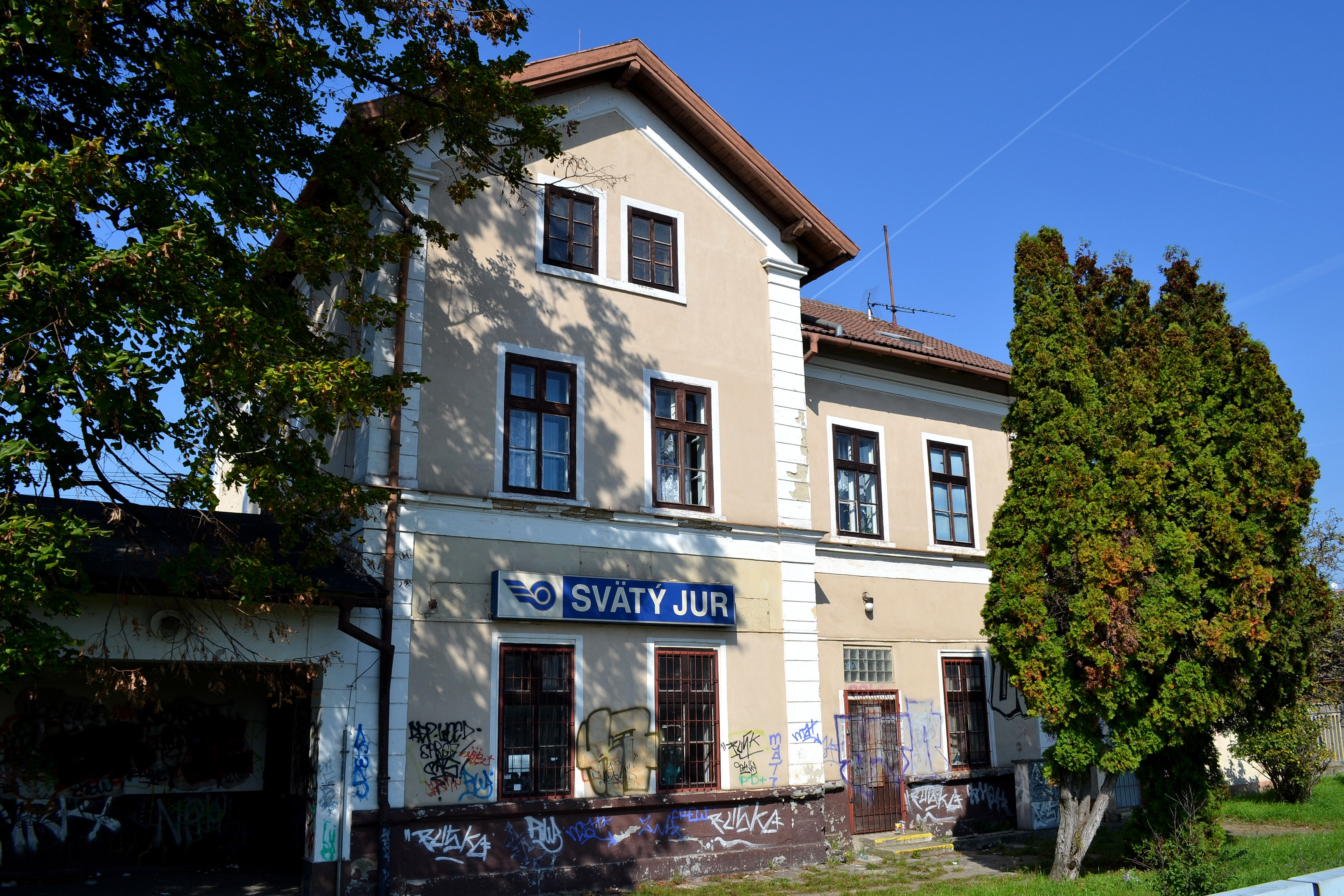
Szentgyörgy vasútállomás
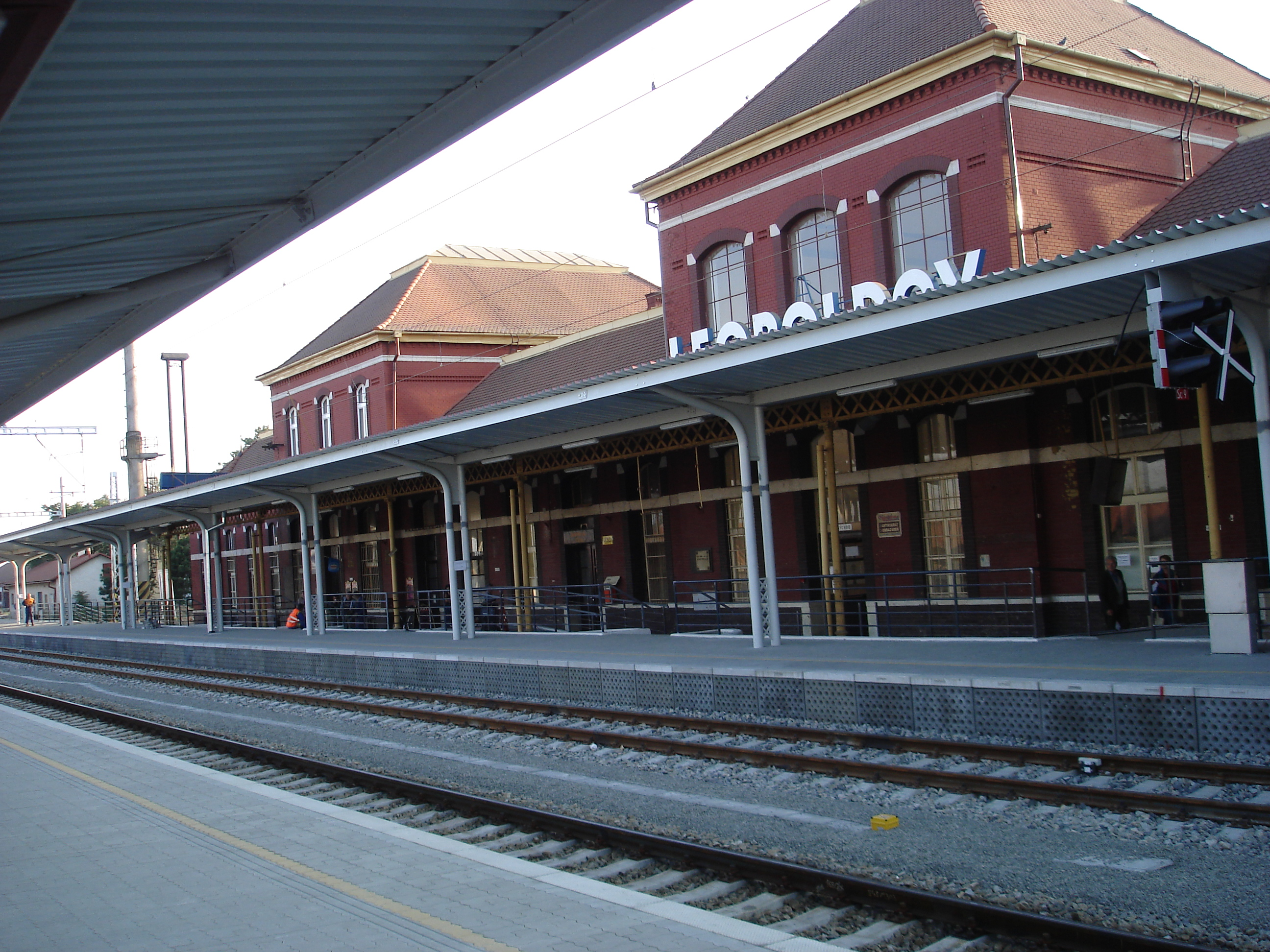
Újvároska vasútállomás
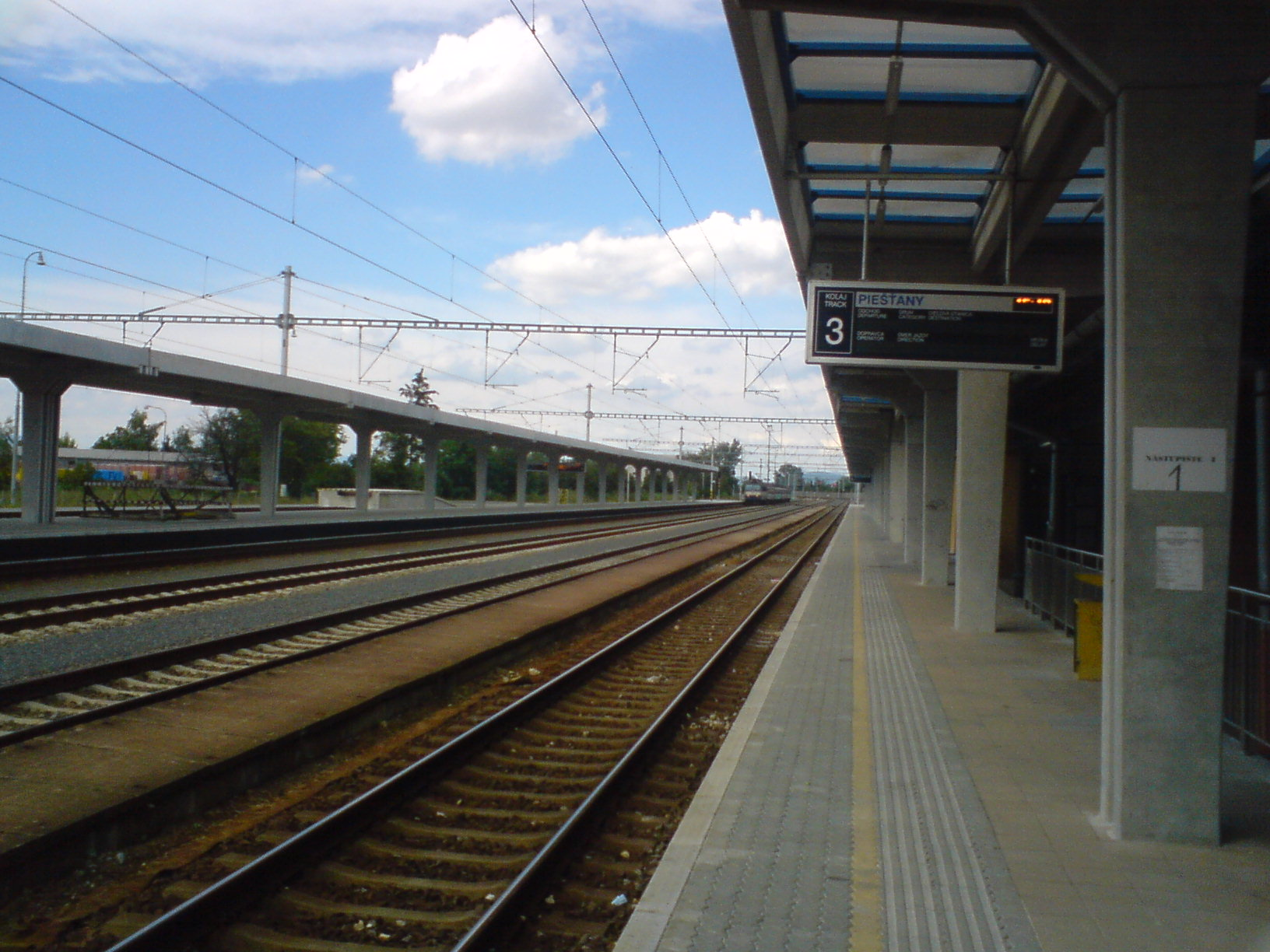
Pöstyén vasútállomás
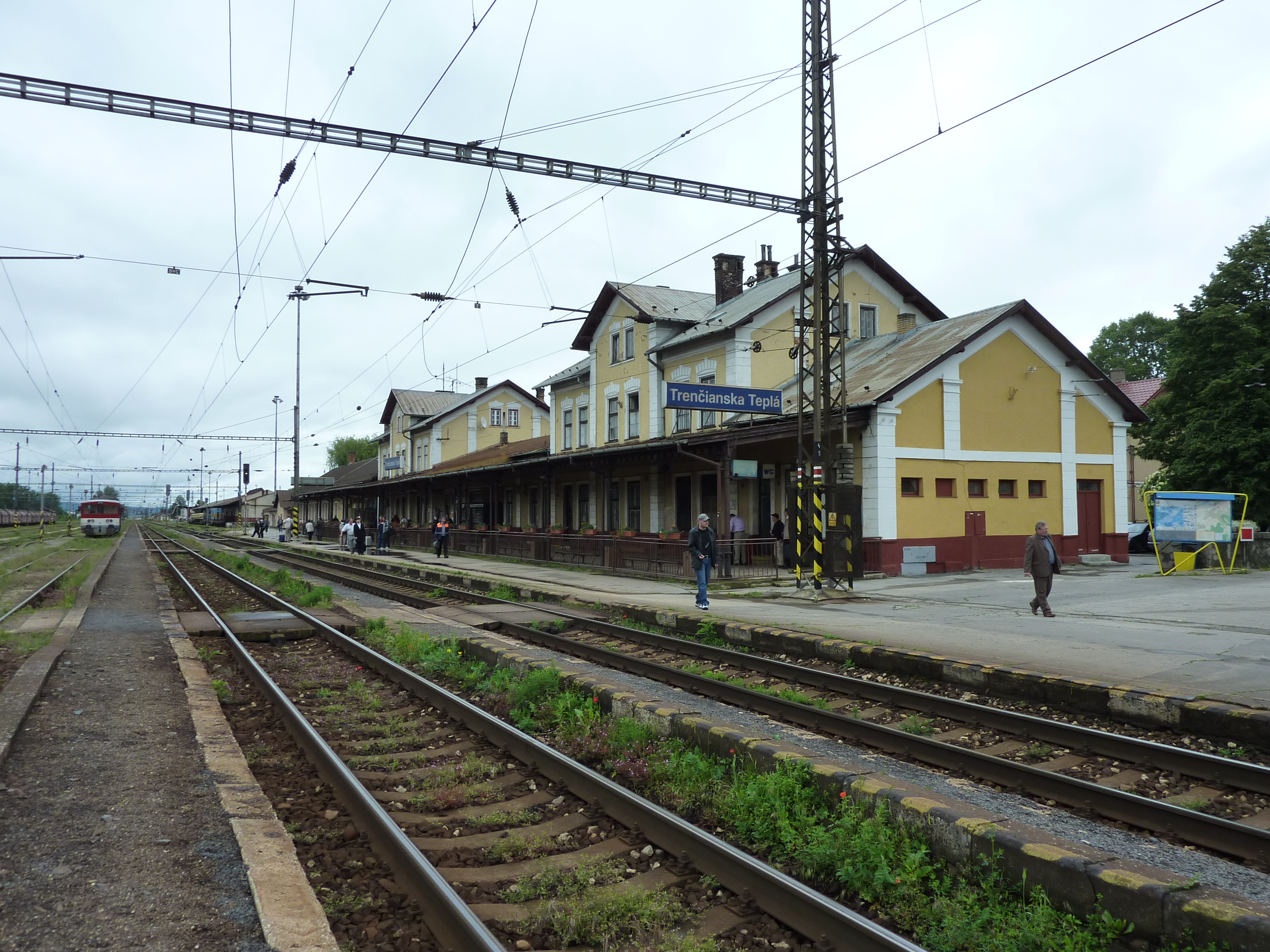
Trencsénteplic vasútállomás
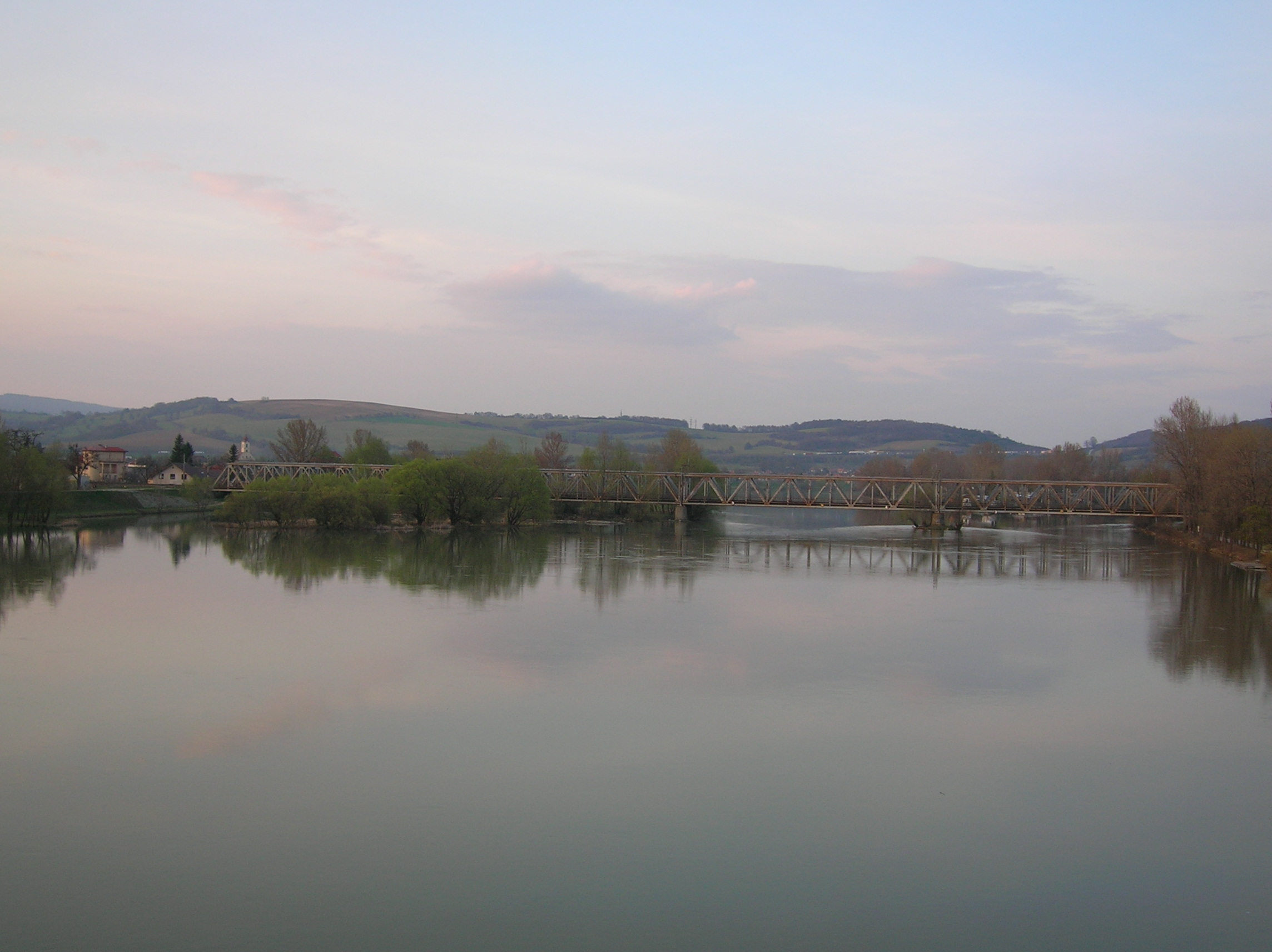
Vág-híd, Trencsén
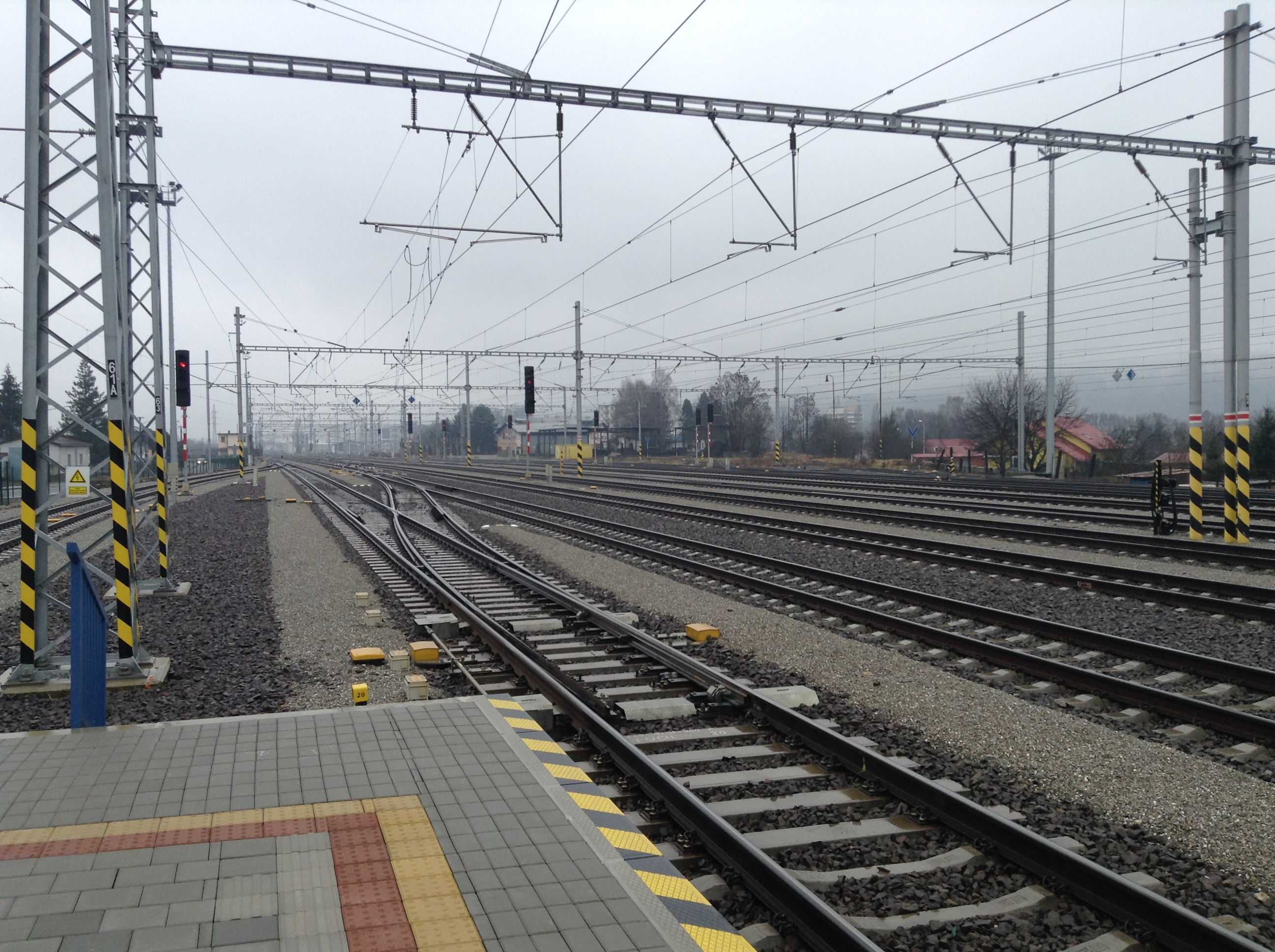
Puhó vasútállomás
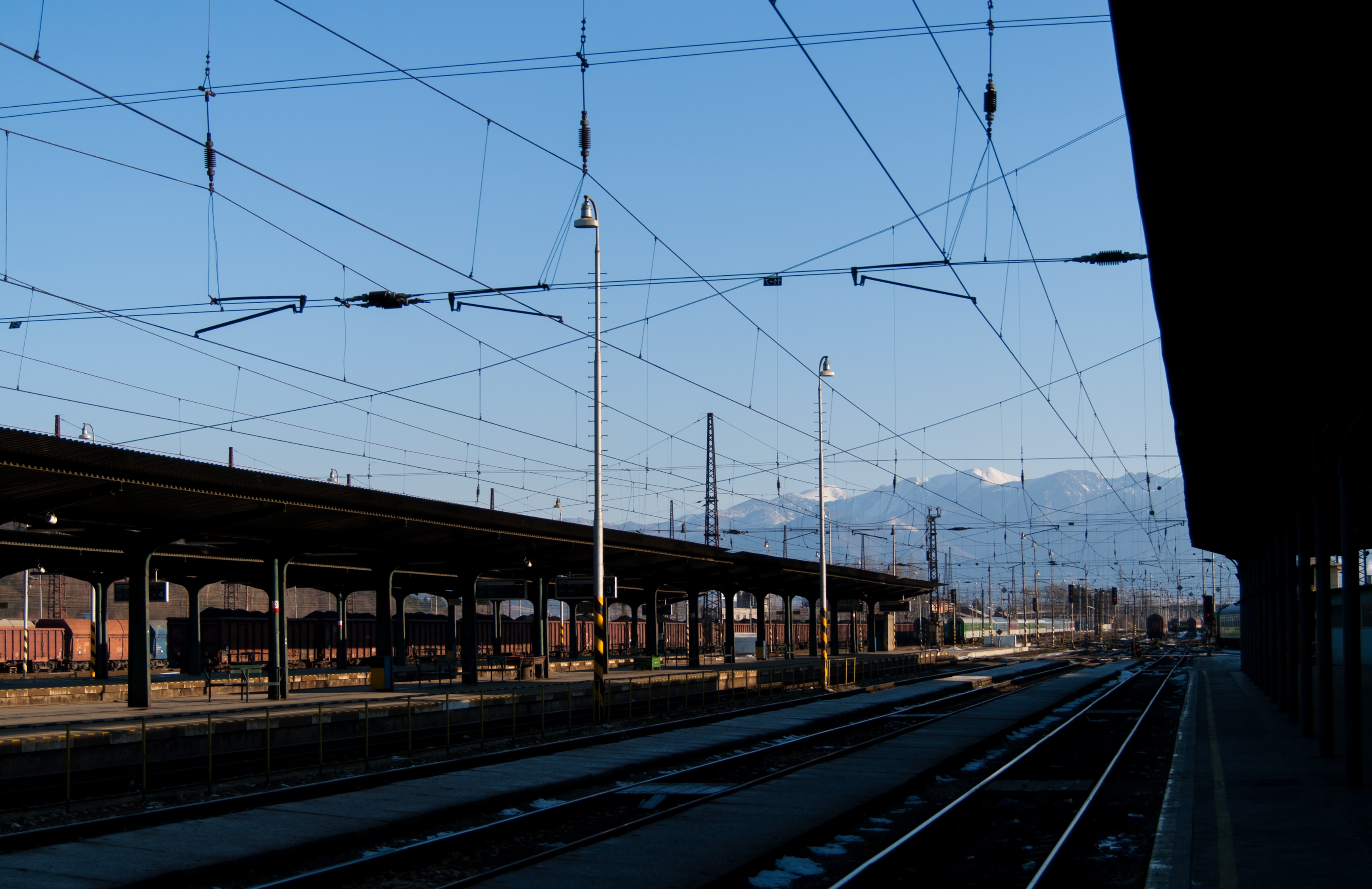
Zsolna vasútállomás
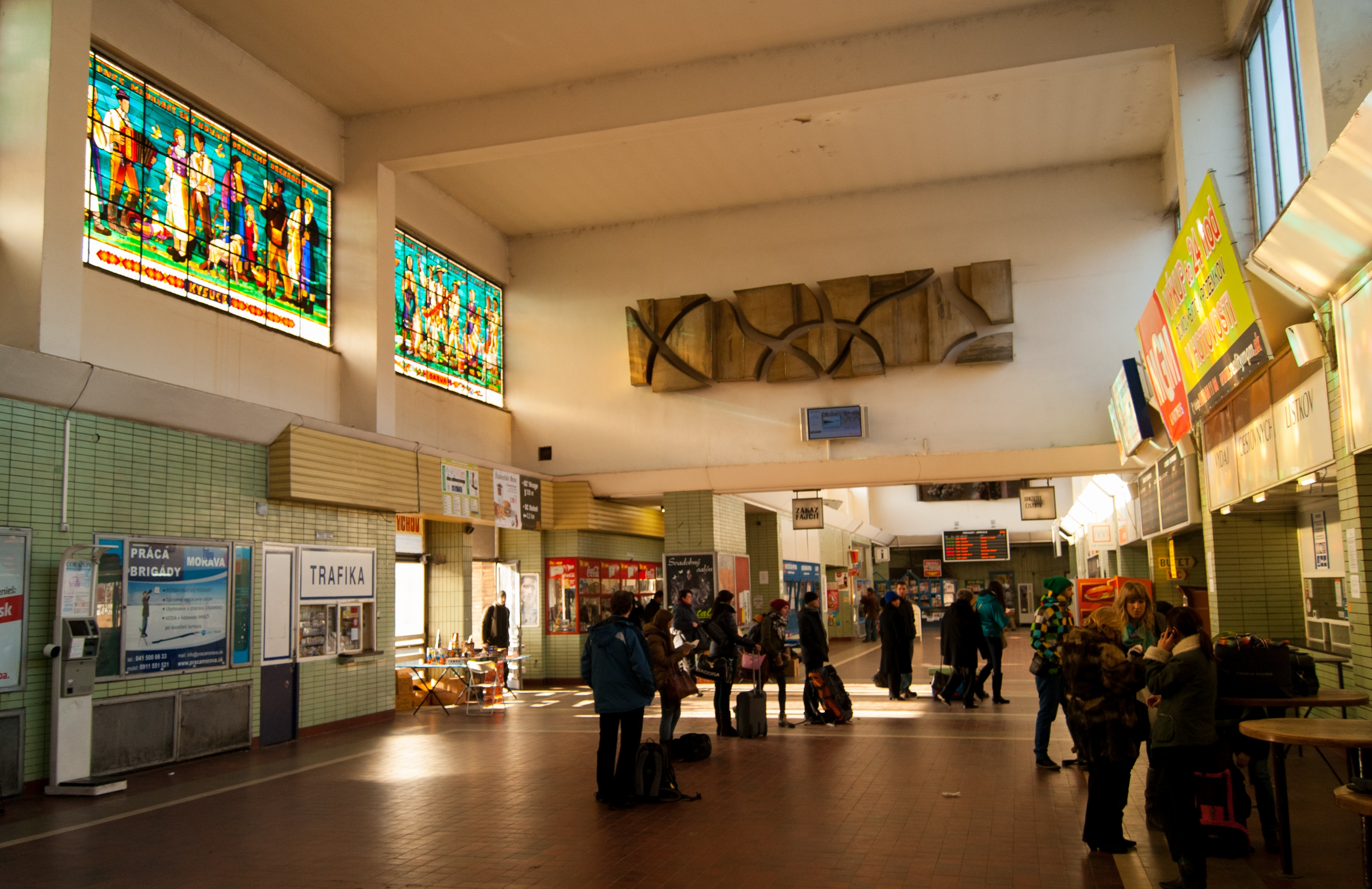
Zsolna állomásépület festett üvegablaka

## Fordítás
Ez a szócikk részben vagy egészben  a(z)   Železničná trať Bratislava – Žilina című szlovák Wikipédia-szócikk fordításán alapul.  Az eredeti cikk szerkesztőit annak laptörténete sorolja fel. Ez a jelzés csupán a megfogalmazás eredetét és a szerzői jogokat jelzi, nem szolgál a cikkben szereplő információk forrásmegjelöléseként.